# YOKOHAMA CRUISING
『YOKOHAMA CRUISING』（ヨコハマ・クルージング）は、FM yokohama 84.7で2005年4月4日から2006年3月30日まで放送されたラジオ番組。

## 概要
新旧の音楽はもちろんのこと、最新ニュースやエンタメ情報、横浜ベイスターズ情報などを中心に構成。また、リスナーから疑問、質問などの意見もFAXやメールで募集してきた。

## タイムテーブル
（2005年初期設定時）
16:08　KANAGAWA NEWS FLASH
16:20　トラフィック
16:26　TODAY'S BAYSTARS（横浜ベイスターズの横浜スタジアム、平塚球場開催試合のみ）
16:33　MUSIC DELI
17:05　ツーリング企画（木曜日のみ）
17:13　CRUISING（夕刊紙ピックアップ）
水曜日のみ、サッカー情報
17:35　神奈川日産自動車グループ カレイドスコープ（木曜日／DJ:おおばせいこ）

## 関連事項
- Tre-sen

| FM yokohama84.7 月 - 木曜16時 | FM yokohama84.7 月 - 木曜16時 | FM yokohama84.7 月 - 木曜16時      |
| 前番組                        | 番組名                        | 次番組                             |
| ----------------------------- | ----------------------------- | ---------------------------------- |
| EVENING STEPS YOKOHAMA        | YOKOHAMA CRUISING             | 13:00～Tips Town 17:00～RADIO DOCK |